# Pheidole williamsi
Pheidole williamsi är en myrart som beskrevs av Wheeler 1919. Pheidole williamsi ingår i släktet Pheidole och familjen myror.

## Underarter
Arten delas in i följande underarter:
- P. w. seymourensis
- P. w. williamsi

## Bildgalleri

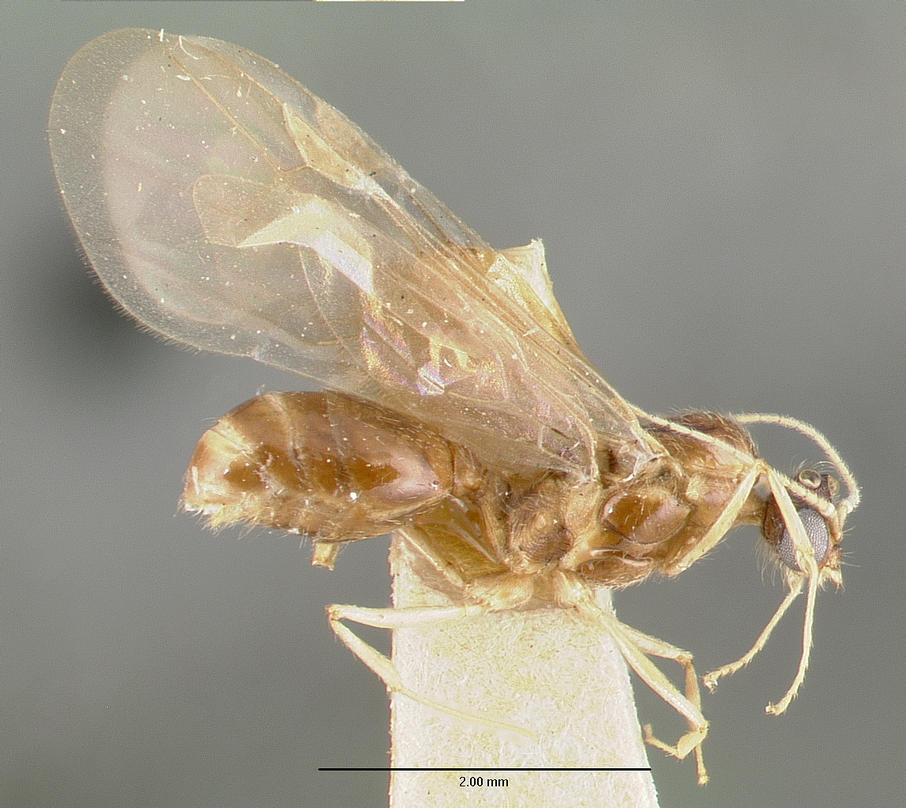
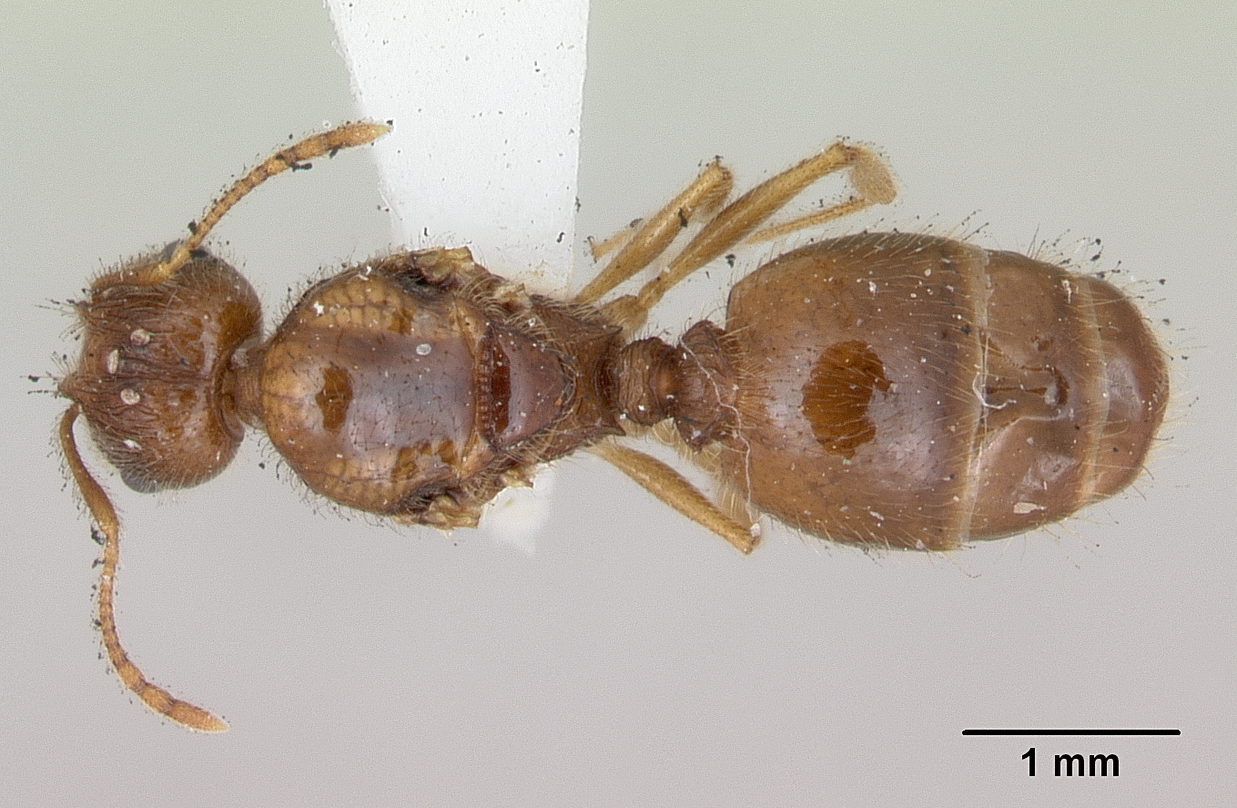
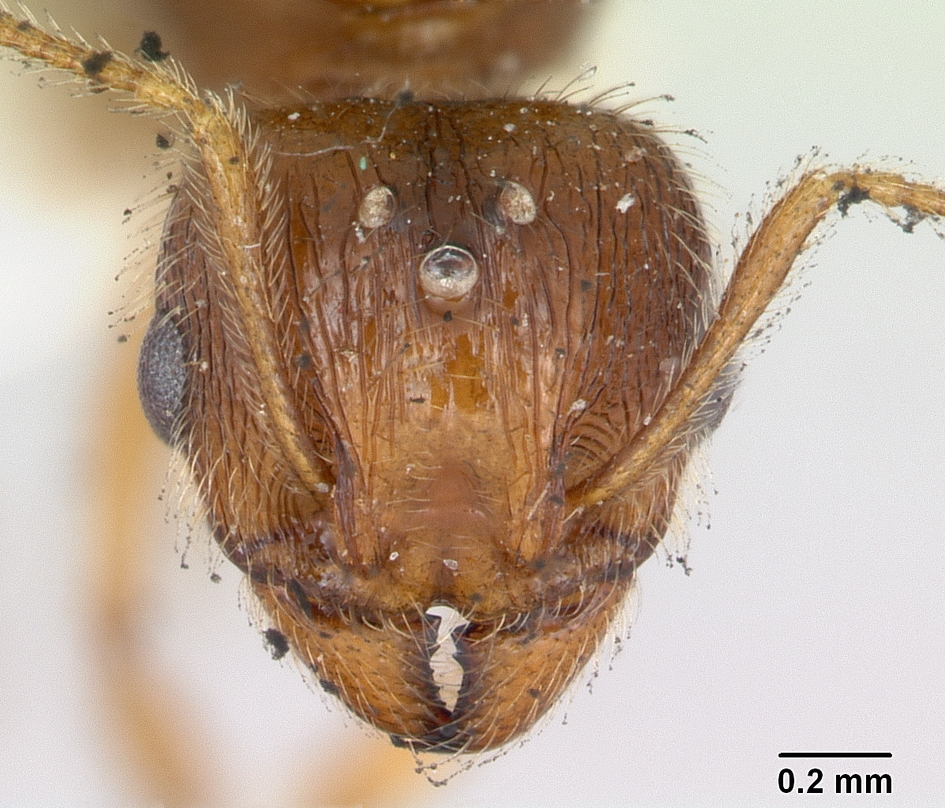
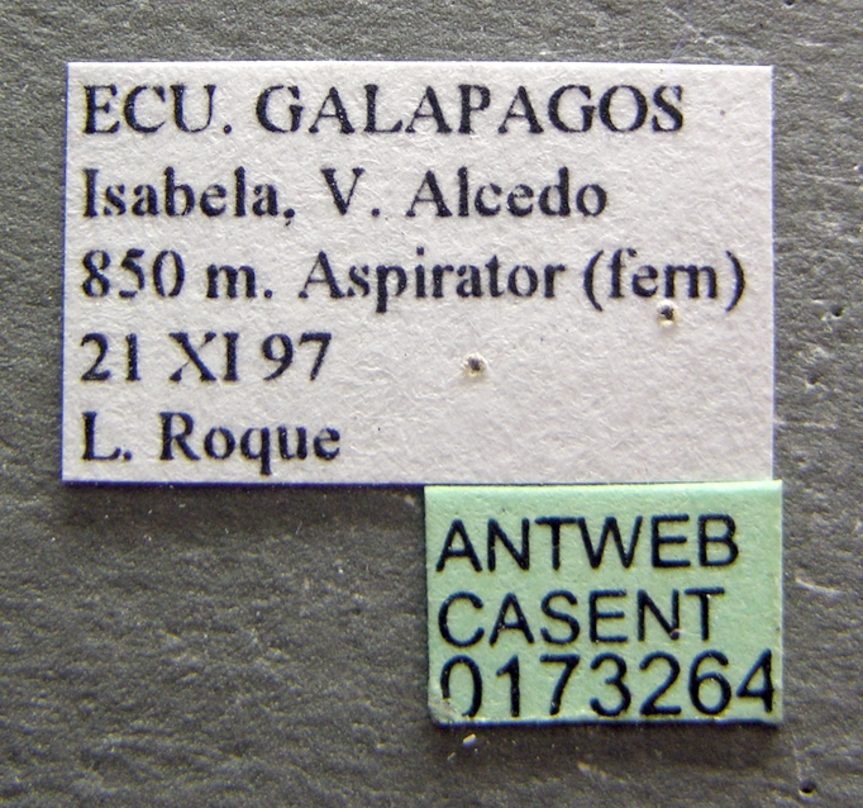
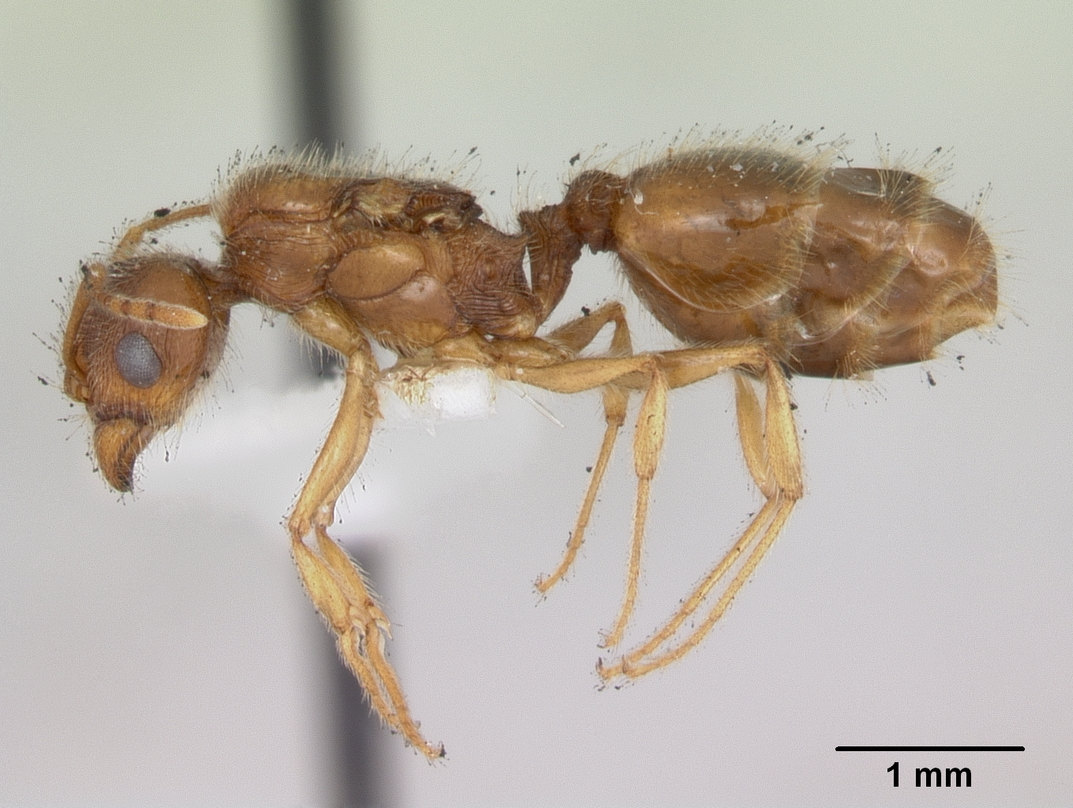
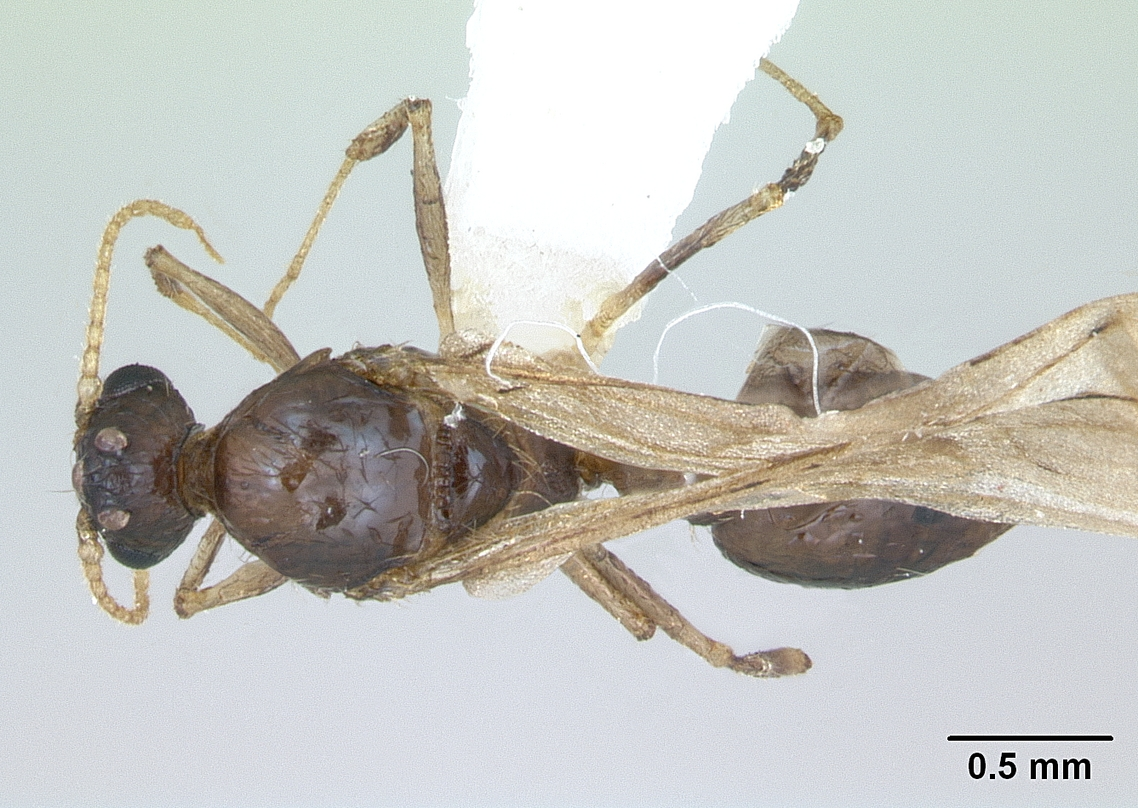